# Ilex conocarpa
Ilex conocarpa é um gênero de plantas com flores. Foi descrito pela primeira vez por Reiss. Ilex conocarpa pertence ao gênero Ilex, e à família Aquifoliaceae.
Este tipo de planta pode ser encontrado em:
- nordeste e centro-oeste e sudeste do Brasil
  - Pernambuco
  - Bahia
  - Goiás
  - Minas Gerais

Não há tipos listados como este.